# Шишкар (рослина)
Фітеума, шишкар (Phyteuma) — рід трав'янистих рослин родини дзвоникові (Campanulaceae).

## Ботанічний опис
Фітеуми — досить великі кореневищні багаторічні трав'янисті рослини з прямостоячим стеблом.
Листки різної форми, з цілісним або зубчатим краєм.
Квітки дрібні, зібрані у голівчасті або гроноподібні суцвіття на кінцях пагонів. Віночок зазвичай білого або блакитного кольору, актиноморфний, із зігнутою трубкою, розділений майже до самої основи на п'ять вузьких пелюсток.
Плід — довгаста коробочка з численними, зазвичай блискучими насінинами.

## Поширення
Види роду в дикій природі поширені у регіонах Європи та Азії з помірним кліматом. Найбільша різноманітність видів є у Центральній Європі. В Україні зустрічається переважно у Карпатах.

## Види
Ті види, що позначені зірочкою (*), поширені в Україні.
- Phyteuma betonicifolium
- Phyteuma charmelii
- Phyteuma confusum
- Phyteuma cordatum
- Phyteuma gallicum
- Phyteuma globulariifolium
- Phyteuma hedraianthifolium
- Phyteuma hemisphaericum
- Phyteuma humile
- Phyteuma michelii
- Phyteuma nigrum
- Phyteuma orbiculare — Фітеума куляста*
- Phyteuma ovatum
- Phyteuma persicifolium
- Phyteuma rupicola
- Phyteuma scheuchzeri
- Phyteuma scorzonerifolium
- Phyteuma serratum
- Phyteuma sieberi
- Phyteuma spicatumтиповий — Фітеума колосиста*
- Phyteuma tetramerum — Фітеума чотирироздільна*
- Phyteuma vagneri — Фітеума Вагнера*
- Phyteuma zahlbruckneri